# 索國
索國是中国史书《周書》與《北史》中记载的古突厥先祖曾經建立的國家，大致位置在匈奴之北。其部落有狼图腾等民俗。其記載最早來自《周書》，隨後為《北史》引用，但因記載簡略，而且缺少其他考古證據，現今仍無法確認這個國家是否真實存在。
北史中对于突厥起源有三种说法，一、发源于西海之右（青海湖以西地区），匈奴之别种。姓阿史那氏。二、本平凉杂胡，姓阿史那氏。魏太武皇帝灭沮渠氏后突厥人五百户投奔柔然，居金山（今阿尔泰山）为铁工。三、突厥之先出于索国，在匈奴之北。